# Паттерсон, Дон
Дон Паттерсон (англ. Don Patterson ; 26 декабря 1909 — 12 декабря 1998) — американский продюсер, художник-мультипликатор и режиссёр, работавший в различных студиях во время Золотого века американской анимации, включая Walt Disney , мультипликационную студию Metro-Goldwyn-Mayer , Walter Lantz Productions, Grantray-Lawrence Animation и Hanna-Barbera. Он был старшим братом  художника-мультипликатора Рэя Паттерсона.

## Биография
Дон Паттерсон начал свою карьеру в 1931 году в качестве промежуточного художника в студии Чарльза Минца , а затем в 1933 году  перешёл в студию Уолтера Ланца, покинул студию в 1935 году.
Он начал работать в студии Уолта Диснея в 1936 году, работая над мультфильмами Микки Мауса, участвует в создании пяти полнометражных фильмов: «Пиноккио», «Фантазия» , «Дамбо» , «Три кабальеро» и «Сыграй мою музыку». С 1946 по 1947 год работает в студии Metro-Goldwyn-Mayer над короткометражками Тома и Джерри такие как The Cat Concerto (1946), A Mouse in the House (1947), и  The Invisible Mouse (1947). После последнего мультфильма он покидает подразделение Ханна-Барбера, и работает над другими мультфильмами, В 1950 году покидает студию Metro-Goldwyn-Mayer.
В начале 1950-х годов Паттерсон снова вернулся в студию Уолтера Ланца и стал одним из четырёх ключевых аниматоров Ланца, наряду с Рэем Абрамсом , Лаверн Хардинг и Полом Смитом .
Дон Паттерсон был первым из команды художник-мультипликаторов, кто попробовал себя в качестве режиссёра, и он показал отличные способности к этому заданию. Его короткометражки — одни из лучших произведений начала 1950-х годов, демонстрирующие ловкое обращение с персонажами и точный расчет времени. В 1952 году он «руководил» одним из лучших мультфильмов Дятла Вуди всех времен, «Термиты с Марса» . Паттерсон также снял «Гипнотического Хика» (1953), «Соко в Марокко» и «Аллею на Бали » (оба 1954 года). 
В конечном итоге Паттерсон был понижен обратно в должности до художник-мультипликатора, когда Текса Эйвери пригласили снять несколько короткометражек. Он продолжал работать Мультипликатором у Ланца до 1960 года, а затем перешел в студию Ханна-Барбера .
Паттерсон получил золотую награду на церемонии вручения наград Motion Pictures Screen Cartoonists Awards в 1985 году.

## Смерть
Дон Паттерсон умер 12 декабря 1998 года в Санта-Барбаре, штат Калифорния , всего за 14 дней до своего 89-летия.